# Joseph Jouthe
Joseph Jouthe (Thomonde, 17 de outubro de 1961) é um político haitiano. Foi primeiro-ministro do Haiti de 4 de março de 2020 até 14 de abril de 2021.